# Necrodome
Necrodome est un jeu vidéo de combat motorisé développé par Raven Software et publié par Strategic Simulations en 1996. Le jeu se déroule dans un monde futuriste dans lequel un tournoi de combats motorisés est devenu la compétition sportive la plus populaire.  Le joueur incarne un participant de ce tournoi qui consiste en plus de 30 matchs lors desquels il doit, en utilisant un véhicule lourdement armé, récupérer un drapeau et le ramener à sa position de départ.

## Accueil
| Necrodome             |      |       |
| Média                 | Pays | Notes |
| Computer Gaming World | US   | 2,5/5 |
| GameSpot              | US   | 54 %  |
| Gen4                  | FR   | 1/5   |
| Joystick              | FR   | 60 %  |